# Karlsøy
Karlsøy ist eine Kommune im norwegischen Fylke Troms. Die Kommune hat 2223 Einwohner (Stand: 1. Januar 2025). Verwaltungssitz ist die Ortschaft Hansnes.

## Geografie

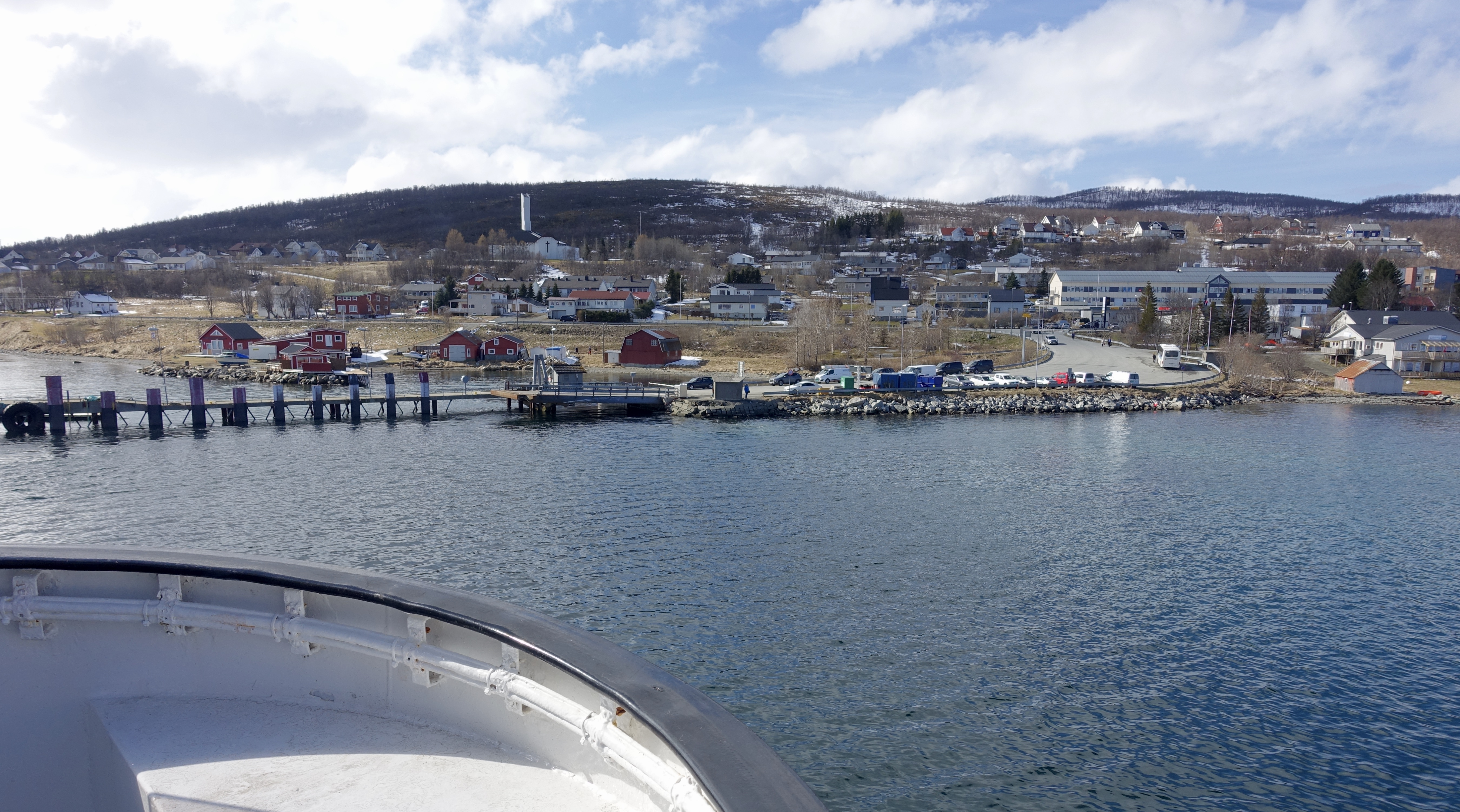
Blick auf Hansnes

Die Kommune Karlsøy umfasst mehrere Inseln und Inselteile nördlich von Tromsø. Zu Karlsøy gehören unter anderem die Inseln Reinøya, und Vanna sowie jeweils der nördliche Teil von Ringvassøya und Rebbenesøya, während der südliche Teil in das Gebiet der Gemeinde Tromsø eingeht. Die Ringvassøya ist die sechstgrößte Insel des norwegischen Hauptlandes. Die weiteren Grenzen von Karlsøy verlaufen in Fjorden. Die Grenze zwischen der Reinøya und dem Festland der Kommune Tromsø liegt im Grøtsundet, die östlichen Grenzen zu Lyngen und Skjervøy im Ullsfjorden. Im nördlichen Rand des zu Karlsøy gehörenden Meeresgebiets besteht eine Grenze zu Loppa.
Auf der Ringvassøya liegt der See Skogsfjordvatnet, der als der größte See auf einer norwegischen Insel gilt. Im Norden schert sich der Fjord Dåfjorden in die Insel ein. Die höchste Erhebung ist die Soltindan mit einer Höhe von 1049,3 moh. im Osten der Ringvassøya.
In das Gebiet der Gemeinde gehen mehrere Naturschutzgebiete ein, auf der Nordfugløy stehen in besonderem Grad die dort lebenden Vögel unter Schutz. Dort lebt auch eine Gruppe von Seeadlern, die als die größte Nordeuropas gilt.

## Einwohner
Seit dem Ende des Zweiten Weltkriegs ist die Zahl der Einwohner rückläufig und mehrere Inseln sind mittlerweile fast oder komplett unbewohnt. Die Einwohner verteilen sich auf den bewohnten Inseln vor allem an der schmalen Küstenebene. Der größte Teil der Bevölkerung lebt auf der Ringvassøya. Hansnes an der Ostküste der Ringvassøya ist der einzige sogenannte Tettsted, also die einzige Ansiedlung, die für statistische Zwecke als eine städtische Siedlung gewertet wird. Zum 1. Januar 2024 lebten dort 515 Einwohner.
Die Einwohner der Gemeinde werden Karlsøyværing genannt. Karlsøy hat weder Nynorsk noch Bokmål als offizielle Sprachform, sondern ist in dieser Frage neutral.
| Jahr          | 1986 | 1990 | 1995 | 2000 | 2005 | 2010 | 2015 | 2020 | 2025 |
| ------------- | ---- | ---- | ---- | ---- | ---- | ---- | ---- | ---- | ---- |
| Einwohnerzahl | 2965 | 2774 | 2611 | 2496 | 2372 | 2371 | 2289 | 2200 | 2223 |

## Geschichte

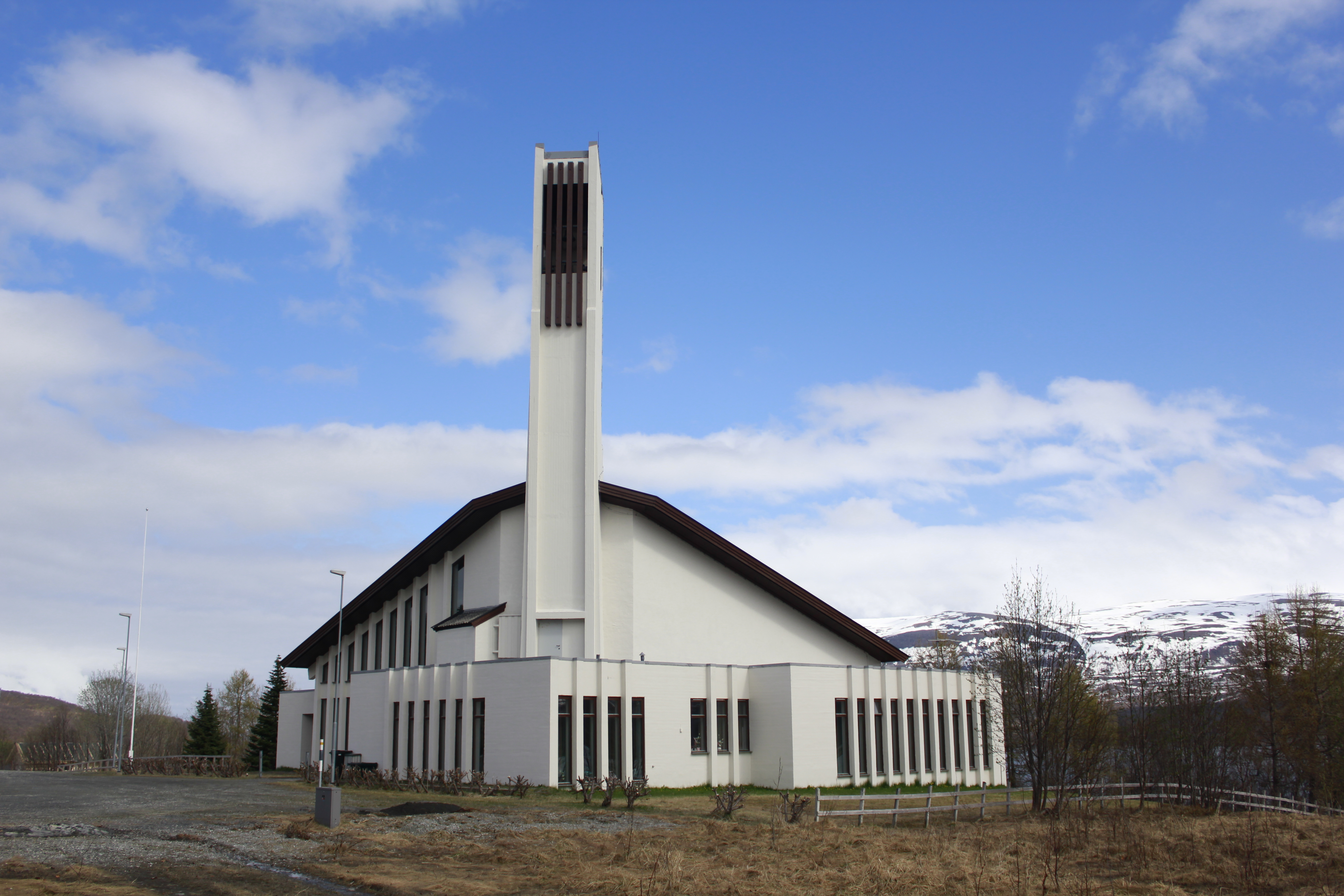
Ringvassøy kirke

Die Gemeinde Karlsøy wurde nach der Einführung der lokalen Selbstverwaltung im Jahr 1837 gegründet. Zum 1. Januar 1867 ging ein von 862 Personen bewohntes Gebiet an Lyngen über. Zum 1. September 1886 wurde von Karlsøy die Kommune Helgøy abgespalten. Karlsøy verblieb mit 1334 Einwohnern, während die neue Gemeinde Helgøy 828 hatte. Zum 1. Januar 1964 wurde Helgøy mit damals 1495 Einwohnern mit einem Teil von Karlsøy vereint. Der bis Ende 1963 zu Karlsøy gehörende Bereich mit 1001 Einwohnern ging hingegen an Lyngen über. Das in Karlsøy verbliebene Gebiet hatte 1919 Einwohner. Seit dem 1. Januar 2008 geht die gesamte Insel Reinøya in die Gemeinde Karlsøy ein, davor war auch sie wie weitere Inseln zwischen Karlsøy und Tromsø aufgeteilt.
In der Kommune gibt es Funde, die auf etwa 4000 v. Chr. datiert werden. Auf der Ringvassøya gibt es Reste von einer Besiedlung durch Samen im Sommer, so findet sich dort unter anderem ein Tiergrab. Im Jahr 1902 wurde in der Gemeinde die Zeitung Nordlys gegründet. Die Karlsøy kirke ist eine Holzkirche aus dem Jahr 1854. Weitere Kirchen sind unter anderem die Ringvassøy kirke aus dem Jahr 1977 und die Helgøy kirke.

## Wirtschaft und Infrastruktur

### Verkehr
Die Inseln der Gemeinde sind größtenteils über Fährverbindungen angeschlossen. Verbindungen bestehen zwischen Ringvassøya, Reinøya und Vanna sowie zwischen Rebennesøya und Ringvassøya. Im zu Tromsø gehörenden Süden der Ringvassøya gibt es eine Tunnelverbindung zur Insel Kvaløya, von wo aus es Brückenanbindungen gibt. An der Ostküste und von dort weiter im Gebiet von Tromsø verläuft der Fylkesvei 863. Etwas südlich von Hansnes zweigt der Fylkesvei 7910 ab. Er führt Richtung Westen zum Skogsfjordvatn. Auch auf der Reinøya und der Insel Vanna verlaufen an der Küstenebene fast durchgehend Straßen.

### Wirtschaft
Für die Lokalwirtschaft von größerer Bedeutung ist die Fischerei. Neben dem eigentlichen Fischfang ist auch die Verarbeitung und somit die Lebensmittelindustrie eine wichtige Einnahmequelle. In der landwirtschaftlichen Produktion liegt das Hauptaugenmerk auf der Tierhaltung und dabei insbesondere auf der Haltung von Schafen und Ziegen. Die meisten Landwirte betreiben ihre Höfe als Nebenerwerb. Im Jahr 2020 arbeiteten von 1065 Arbeitstätigen 785 in Karlsøy selbst, der Rest pendelte vor allem nach Tromsø.

## Name und Wappen
Das seit 1980 offizielle Wappen der Kommune zeigt einen silbernen Adlerkopf auf blauem Hintergrund. Der Name setzt sich aus den beiden Bestandteilen „Karl“ und „-øy“ (deutsch: Insel) zusammen, wobei  ersterer vermutlich für den Männernamen Karl steht.